# Fernand Foureau
Fernand Foureau (Saint-Barbant, 17 ottobre 1850 – Parigi, 17 gennaio 1914) è stato un esploratore e geografo francese governatore di Mayotte e delle Comore e, dal 1908 al 1913, della Martinica.

## Biografia
Fernand Foureau nacque nel castello di Frédière nel Limousin e si orientò verso gli studi scientifici e geografici, nei quali ebbe per maestro l'esploratore sahariano Henri Duveyrier.
Nel 1870-1871 si arruolò volontario in marina, e prestò servizio durante la guerra franco-prussiana nell'Armée du Nord sotto il generale Louis Faidherbe. Fu prigioniero di guerra a Coblenza dopo la Battaglia di San Quintino, del 19 gennaio 1871.

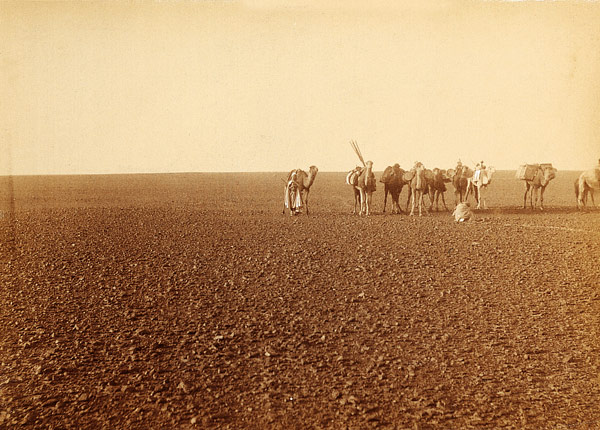
Traversata sahariana del 1890, nel Tademaït (foto di Foureau)

Nel 1876 emigrò nell'Algeria francese, dove per un breve periodo si cimentò senza successo nell'agricoltura, per poi dedicarsi alle spedizioni di ricerca nel deserto del Sahara. Compì il suo primo viaggio di esplorazione nel Sahara algerino nel 1876-1877 insieme a Louis Say. Imparò le lingue arabe e berbere e acquisì come autodidatta conoscenze in astronomia, botanica, etnologia e geologia. Nel Sahara, realizzò delle perforazioni di pozzi artesiani per una società nel Wadi Righ.
Divenne celebre per i suoi numerosi viaggi di studio effettuati nel deserto a partire dal 1882. Dopo la morte di Henri Duveyrier nel 1892, Foureau fu considerato il principale esperto francese del Sahara. Fino al 1898 portò a termine un totale di undici spedizioni nel deserto, nove delle quali commissionate dallo stato tra il 1888 e il 1896 per lo studio della possibilità di realizzare una linea ferroviaria transahariana da Ouargla a In Salah. Percorse durante le sue missioni circa 11000 chilometri, 9000 dei quali precedentemente sconosciuti ai francesi. Visitò tra gli altri luoghi le oasi di In Salah e Gadames, l'altopiano di Tademaït e la catena montuosa del Tassili n'Ajjer. Questi viaggi gli fruttarono numerosi premi della Société de Géographie.

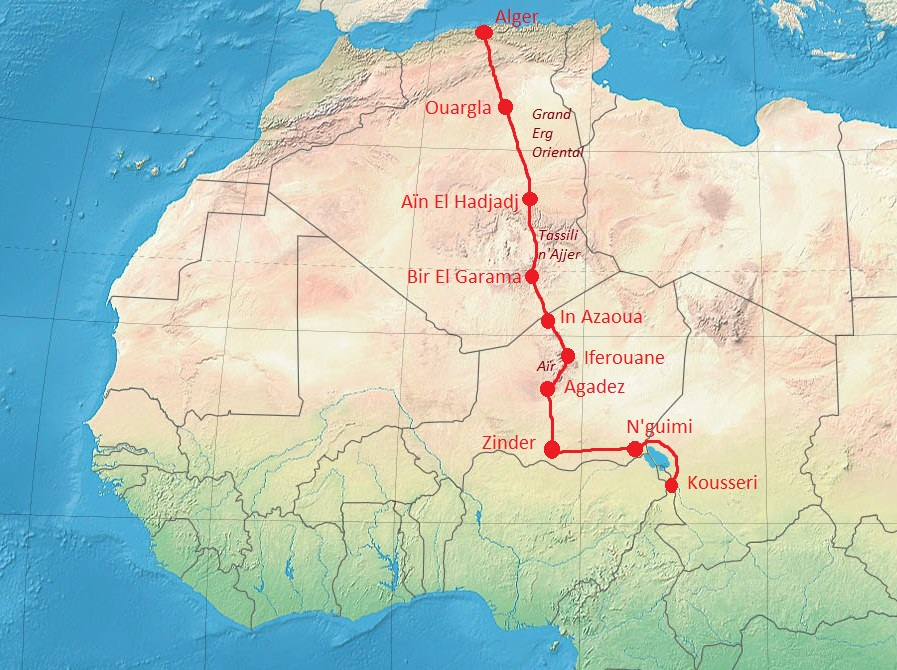
Missione Foureau-Lamy

I tentativi di avanzare più a sud gli furono sempre impediti dai Tuareg: solo un supporto militare gli poteva permettere di raggiungere tale obiettivo. Foureau quindi organizzò, insieme a Amédée-François Lamy, una missione militare e scientifica, nota come Missione Foureau-Lamy. La spedizione, che faceva parte della strategia francese per la conquista del Ciad e l'unificazione dei territori coloniali francesi in Africa occidentale, partì da Ouargla nel 1898, riuscì ad attraversare il Sahara in direzione nord-sud fra e proseguì fino al lago Ciad, dove Lamy fu ucciso nella battaglia di Kousséri. Foureau continuò poi il suo viaggio lungo i fiumi Chari, Ubangi e Congo. Durante il corso della missione realizzò mappe alla scala 1:100000, stabilì degli itinerari transahariani e compì numerosissimi rilievi geografici e meteorologici relativi a 1278 giorni.
Foureau pubblicò i risultati delle sue ricerche in numerosi scritti, tra cui l'ampio Documents scientifiques de la mission saharienne, pubblicato nel 1905. Scattò anche numerose fotografie e raccolse reperti fossili.
Nel 1906 Foureau fu nominato governatore di Mayotte e delle Comore. Nel 1908 ebbe il ruolo di inviato francese ad una conferenza internazionale sul commercio di armi a Bruxelles, e nell'estate dello stesso anno divenne governatore della Martinica, carica che tenne fino al 1913, anno in cui su ritirò. Morì nel 1914 di polmonite e fu sepolto a Parigi, nel cimitero di Père-Lachaise.
Nel 1918, la città di Kousséri fu ribattezzata Fort-Foureau in omaggio all'esploratore che vi si era recato nel 1900 con le truppe del maggiore Amédée-François Lamy. La città conservò questo nome fino al 1960, quando riprese il suo nome originario con l'indipendenza del Camerun.
Nel 1915, quando il Camerun entrò a far parte dell'impero coloniale francese, la città di Kousséri (situata di fronte alla città di Fort-Lamy, in onore di Amédée-François Lamy) fu ribattezzata Fort-Foureau, in onore di Fernand Foureau. Dopo l'indipendenza del Camerun, nel 1960 Fort-Foureau ha ripreso il suo vecchio nome. Dal 1930, Rue Fernand Foureau, una strada del 12º arrondissement di Parigi, porta il nome dell'esploratore: la strada fu così chiamata in vista dell'Esposizione Coloniale di Parigi del 1931.

## Premi e onorificenze
- 1889: Prix Erhard della Société de Géographie
- 1895: Prix Duveyrier della Société de Géographie
- 1896: Prix Janssen della Société de Géographie per i suoi lavori sul Sahara
- 1896: Grande médaille d'Or della Société de Géographie de Marseille
- 1899: Patron's Gold Medal della Royal Geographical Society di Londra
- 1901: Grande Médaille d'Or des Explorations della Société de Géographie[14]
- 1901: Prix Leconte dell'Accademia francese delle scienze[15].

Oltre a questi premi dalla Société de Géographie e di altre società culturali, ricevette la Médaille coloniale con barretta «Mission Saharienne», fu nominato Commendatore della Legione d'Onore (nel 1913, Cavaliere nel 1894, Ufficiale nel 1900), Cavaliere dell'Ordine al Merito Agricolo, Commendatore dell'Ordine della Corona del Belgio e Grande Ufficiale dell'Ordine del Dragone di Annam.

## Pubblicazioni
- Fernand Foureau, Explorations dans le Sahara, in Bulletins et Mémoires de la Société d’Anthropologie de Paris, n. 12, 1877,  pp. 563-564.
- Fernand Foureau, Excursion dans le Sahara algérien. Extrait du carnet de route, in Denolle, Parigi, 1883.
- Fernand Foureau, Une mission au Tademayt (Territoire d’In-Salah) en 1890. Rapport à M. le Ministre de l’Instruction Publique et a M. le Sous-Secrétaire d’État des Colonies, Parigi, Schlaeber, 1890.
- Fernand Foureau, Une mission chez les Touareg. Conférence faite à la Société de Géographie, le 19 mai 1893. Extrait du Bulletin de la Société de Géographie, Paris, Société de Géographie, 1893.
- Fernand Foureau, Coup d’oeil sur le Sahara français. Simple esquisse, in Annales de Géographie, n. 14, 1894,  pp. 61-75.
- Fernand Foureau, Ma mission de 1893–1894 chez les Touareg Azdjer. Le Tademayt – le Bâten et In-Salah. L’Eguélé – le Tassili des Azdjer – l’ouad Mihero. L’erg d’Issaouan, Parigi, Librairies-Imprimeries Réunies, 1894.
- Fernand Foureau, Rapport sur ma mission au Sahara et chez les Touareg Azdjer Octobre 1893 – Mars 1894, adressé à Monsieur le Ministre de l’Instruction Publique, à Monsieur le Ministre des Colonies, à Monsieur le Gouverneur Général de l’Algérie, à l’Académie des Inscriptions et Belles-Lettres, Parigi, Challamel, 1894.
- Fernand Foureau, Mission chez les Touaregs. Mes deux itinéraires sahariens d’octobre 1894 à mai 1895. Rapport adressé à M. le ministre de l’instruction publique, à M. le gouverneur de l’Algérie, à l’Académie des inscriptions et belles-lettres, Parigi, Challamel, 1895.
- Fernand Foureau, Dans le Grand Erg. Mes itinéraires sahariens, de décembre 1895 à mars 1896. Rapport adressé à M. le ministre de l’instruction publique, à M. le gouverneur de l’Algérie, à l’Académie des inscriptions et belles-lettres, Parigi, Challamel, 1896.
- Fernand Foureau, Essai de catalogue des noms arabes et berbères de quelques plantes, arbustes et arbres algériens et sahariens ou introduits et cultivés en Algérie, Parigi, Challamel, 1896.
- Fernand Foureau, Mon neuvième voyage au Sahara et au pays Touareg. Mars–juin 1897. Rapport adressé à Monsieur le Ministre de l’Instruction Publique et à la Société de Géographie, Parigi, Challamel, 1898.
- Fernand Foureau, Réunion d’études algériennes: Sahara, Soudan, Tchad, Congo. Conférence de M. Foureau, d’après la sténographie de M. Raynaud, Parigi, 1901.
- Fernand Foureau, Mission saharienne Foureau-Lamy. D’Alger au Congo par le Tchad, Parigi, Masson, 1902.
- Fernand Foureau, Documents scientifiques de la mission saharienne. Mission Foureau-Lamy d’Alger au Congo par le Tchad, vol. I: Observations astronomiques. Météorologie. Orographie. Hydrographie. Topographie. Botanique, Parigi, Masson, 1905.
- Fernand Foureau, Documents scientifiques de la mission saharienne. Mission Foureau-Lamy d’Alger au Congo par le Tchad, vol. II: Géologie. Pétrographie et paléontologie. Esquisse ethnographique. Notes sur la faune préhistorique. Aperçu commercial. Conclusions économiques, Parigi, Masson, 1905.
- Fernand Foureau, Documents scientifiques de la mission saharienne. Mission Foureau-Lamy d’Alger au Congo par le Tchad, vol. Atlas (cartografo: Verlet-Hanus), Parigi, Masson, 1905.
- Fernand Foureau, Les Populations de Mayotte, in Bulletins et Mémoires de la Société d’Anthropologie de Paris, n. 8, 1907,  pp. 148-149.